# Liễu Thành
Liễu Thành (chữ Hán giản thể: 柳城县, Liǔchéng Xiàn, âm Hán Việt: Liễu Thành huyện) là một huyện thuộc địa cấp thị Liễu Châu, khu tự trị dân tộc Choang Quảng Tây, Cộng hòa Nhân dân Trung Hoa. Huyện Liễu Thành có diện tích 2124 km², dân số năm 2002 là 410.000 người. Về mặt hành chính, huyện Liễu Thành được chia thành 9 trấn, 3 hương.
- Trấn: Đại Bô, Thái Bình, Sa Bô, Đông Tuyền, Phượng Sơn, Lục Đường, Xung Mạch, Trại Long, Long Đầu.
- Hương: Xã Xung, Mã Sơn, Cổ Trai.